# Ampelocissus changensis
Ampelocissus changensis är en vinväxtart som beskrevs av William Grant Craib. Ampelocissus changensis ingår i släktet Ampelocissus och familjen vinväxter. Inga underarter finns listade i Catalogue of Life.